# Sant Ilidi
Saint-Illide és un municipi francès situat al departament de Cantal i a la regió d'Alvèrnia-Roine-Alps. L'any 2007 tenia 667 habitants.

## Demografia

### Població
El 2007 la població de fet de Saint-Illide era de 667 persones. Hi havia 244 famílies de les quals 68 eren unipersonals (24 homes vivint sols i 44 dones vivint soles), 96 parelles sense fills, 68 parelles amb fills i 12 famílies monoparentals amb fills.
La població ha evolucionat segons el següent gràfic:
Habitants censats

### Habitatges
El 2007 hi havia 420 habitatges, 249 eren l'habitatge principal de la família, 139 eren segones residències i 32 estaven desocupats. 401 eren cases i 11 eren apartaments. Dels 249 habitatges principals, 196 estaven ocupats pels seus propietaris, 50 estaven llogats i ocupats pels llogaters i 3 estaven cedits a títol gratuït; 2 tenien una cambra, 15 en tenien dues, 27 en tenien tres, 58 en tenien quatre i 147 en tenien cinc o més. 162 habitatges disposaven pel capbaix d'una plaça de pàrquing. A 127 habitatges hi havia un automòbil i a 80 n'hi havia dos o més.

### Piràmide de població
La piràmide de població per edats i sexe el 2009 era:
| Homes | Edats   | Dones |
| ----- | ------- | ----- |
| 0     | 95 o +  | 0     |
| 4     | 90 a 94 | 0     |
| 4     | 85 a 89 | 12    |
| 8     | 80 a 84 | 12    |
| 12    | 75 a 79 | 12    |
| 44    | 70 a 74 | 28    |
| 28    | 65 a 69 | 28    |
| 12    | 60 a 64 | 28    |
| 16    | 55 a 59 | 16    |
| 20    | 50 a 54 | 20    |
| 16    | 45 a 49 | 20    |
| 12    | 40 a 44 | 20    |
| 36    | 35 a 39 | 20    |
| 24    | 30 a 34 | 12    |
| 24    | 25 a 29 | 24    |
| 20    | 20 a 24 | 0     |
| 12    | 15 a 19 | 20    |
| 16    | 10 a 14 | 24    |
| 16    | 5 a 9   | 16    |
| 12    | 0 a 4   | 8     |

## Economia
El 2007 la població en edat de treballar era de 391 persones, 235 eren actives i 156 eren inactives. De les 235 persones actives 221 estaven ocupades (120 homes i 101 dones) i 14 estaven aturades (4 homes i 10 dones). De les 156 persones inactives 46 estaven jubilades, 29 estaven estudiant i 81 estaven classificades com a «altres inactius».

### Ingressos
El 2009 a Saint-Illide hi havia 245 unitats fiscals que integraven 580 persones, la mediana anual d'ingressos fiscals per persona era de 14.080,5 €.

### Activitats econòmiques
Dels 27 establiments que hi havia el 2007, 8 eren d'empreses de construcció, 7 d'empreses de comerç i reparació d'automòbils, 2 d'empreses de transport, 3 d'empreses d'hostatgeria i restauració, 1 d'una empresa financera, 1 d'una empresa de serveis, 4 d'entitats de l'administració pública i 1 d'una empresa classificada com a «altres activitats de serveis».
Dels 13 establiments de servei als particulars que hi havia el 2009, 1 era una oficina de correu, 1 taller de reparació d'automòbils i de material agrícola, 1 paleta, 1 guixaire pintor, 1 fusteria, 2 lampisteries, 3 electricistes, 1 perruqueria i 2 restaurants.
Dels 4 establiments comercials que hi havia el 2009, 2 eren botiges de menys de 120 m² i 2 carnisseries.
L'any 2000 a Saint-Illide hi havia 42 explotacions agrícoles que ocupaven un total de 1.920 hectàrees.

## Equipaments sanitaris i escolars
El 2009 hi havia 2 escoles elementals.

## Poblacions més properes
El següent diagrama mostra les poblacions més properes.